# 1. ŽNL Bjelovarsko-bilogorska
1. ŽNL Bjelovarsko-bilogorska je liga 5. stupnja nogometnih natjecanja u Hrvatskoj, te prvi rang županijske lige u Bjelovarsko-bilogorskoj županiji. U ovoj ligi prvoplasirani klub prelazi u viši rang - 3. NL – Sjever (do sezone 2023./24. u MŽNL Bjelovar – Koprivnica – Virovitica), a posljednji ispada u 2. ŽNL. Klubovi koji nastupaju u ovoj ligi su s područja Bjelovarsko-bilogorske županije.

## Dosadašnji prvaci
| sezona           | rang | klubova | pobjednik                        |
| ---------------- | ---- | ------- | -------------------------------- |
| 1999./2000.      | IV.  | 14      | Omladinac Ćurlovac               |
| 2000./01.        | IV.  |         |                                  |
| 2001./02.        | IV.  |         |                                  |
| 2002./03.        | IV.  | 14      | BŠK Brezovac                     |
| 2003./04.        | IV.  |         |                                  |
| 2004./05.        | IV.  |         |                                  |
| 2005./06.        | IV.  | 14      | Garić Garešnica                  |
| 2006./07.        | V.   | 12      | Kamen Sirač                      |
| 2007./08.        | V.   | 14      | Hajduk Hercegovac                |
| 2008./09.        | V.   | 14      | Ribar Končanica                  |
| 2009./10.        | V.   | 14      | Brestovac (Garešnički Brestovac) |
| 2010./11.        | V.   | 14      | Dinamo Predavac                  |
| 2011./12.        | IV.  | 16      | Dinamo Predavac                  |
| 2012./13.        | IV.  | 14      | Daruvar                          |
| 2013./14.        | IV.  | 14      | Garić Garešnica                  |
| 2014./15.        | V.   | 12      | Dinamo Predavac                  |
| 2015./16.        | V.   | 12      | Tomislav Berek                   |
| 2016./17.        | V.   | 12      | Bilo Velika Pisanica             |
| 2017./18.        | V.   | 14      | Čazma                            |
| 2018./19.        | V.   | 14      | Zdenka 91 Veliki Zdenci          |
| 2019./20. ↓19/20 | V.   | 14      | Bilogorac Veliko Trojstvo        |
| 2020./21.        | V.   | 14      | Ribar Končanica                  |
| 2021./22.        | V.   | 16      | Ribar Končanica                  |
| 2022./23.        | VI.  | 15      | Hajduk Hercegovac                |
| 2023./24.        | VI.  | 14      | Daruvar                          |
| 2024./25.        | V.   | 14      | Daruvar                          |

Kategorija:1. ŽNL Bjelovarsko-bilogorska 

Kategorija:Sezone četvrtog ranga HNL-a 

Kategorija:Sezone petog ranga HNL-a 

Kategorija:Sezone šestog ranga HNL-a 

Napomene: 

↑19/20  - u sezoni 2019./20. prvenstvo prekinuto nakon 13. kola zbog pandemije COVID-19 u svijetu i Hrvatskoj

## Vanjske poveznice
- Nogometni savez Bjelovarsko-bilogorske županije